# فرناندو فارغاس
فرناندو فارغاس (بالإنجليزية: Fernando Vargas)‏ مواليد 7 ديسمبر 1977 في أوكسنارد، كاليفورنيا، الولايات المتحدة، هو ملاكم أمريكي سابق صنّف ضمن فئة وزن خفيف المتوسط. حقق بطولة رابطة الملاكمة العالمية وبطولة الاتحاد الدولي للملاكمة. سبق أن شارك في دورة الألعاب الأولمبية الصيفية.

## إحصائيات
خاض خلال مسيرته 31 نزالا، فاز في 26 وخسر في 5. فاز بالضربة القاضية في 22 نزالا.

## وصلات خارجية
- فرناندو فارغاس على موقع IMDb (الإنجليزية)
- فرناندو فارغاس على موقع قاعدة بيانات الأفلام السويدية (السويدية)
- فرناندو فارغاس على موقع قاعدة بيانات الفيلم (الإنجليزية)
- فرناندو فارغاس على موقع بوكس ريك (الإنجليزية) (registration required)
- فرناندو فارغاس على موقع اللجنة الأولمبية الدولية (الإنجليزية)
- فرناندو فارغاس على موقع أوليمبيديا (الإنجليزية)

- الموقع الرسمي